# Europs pallipennis
Europs pallipennis es una especie de coleóptero de la familia Monotomidae.

## Distribución geográfica
Habita en el este de (Estados Unidos).